# A Twist in My Story
| Recensione            | Giudizio |
| --------------------- | -------- |
| About.com             |          |
| AbsolutePunk          |          |
| AllMusic              |          |
| Alternative Addiction |          |
| Sputnikmusic          |          |

A Twist in My Story è il secondo album di Secondhand Serenade, pubblicato nel 2008 negli Stati Uniti d'America. Nel 2009 l'album è stato pubblicato anche in Europa, Giappone e Australia in un'edizione speciale con un DVD e un CD bonus contenente 5 tracce bonus.
L'11 settembre 2012 è stato pubblicato A Naked Twist in My Story, una rivisitazione in chiave acustico-orchestrale dell'album originale.

## Il disco
Prodotto dallo stesso John Vesely, Danny Lohner e, in parte, da Butch Walker, il secondo album di Secondhand Serenade (John Vesely) si differenzia sostanzialmente dal primo, abbandonando l'approccio totalmente acustico ai suoi brani che ha caratterizzato sin dagli inizi l'artista e utilizzando anche altri strumenti come batteria, chitarra elettrica, basso e percussioni e archi tipici di un'orchestra. Tuttavia, nell'album sono presenti tre tracce quasi completamente acustiche, quali Pretend, A Twist in My Story e Goodbye. Le tracce Maybe e Your Call, presenti anche in Awake, sono state nuovamente registrate e riarrangiate per il nuovo disco. Della seconda, inoltre, è stata registrata un'altra versione in occasione della sua pubblicazione come terzo e ultimo singolo estratto dall'album. Il genere dell'opera, perlopiù assimilabile all'emo-pop, è stato comparato ai lavori di artisti come Five for Fighting, Angels & Airwaves e Dashboard Confessional.
I testi dei brani di A Twist in My Story sono incentrati sul dolore e la gioia che una relazione può spesso causare. L'album è infatti profondamente influenzato dal divorzio tra Vesely e la moglie Candice, che ha segnato anche l'allontanamento dell'artista dai suoi due figli.

## Successo commerciale
L'album ha debuttato al 44º posto della Billboard 200 venendo 16 000 copie nella sua prima settimana di uscita, per poi uscire dalla classifica tre settimane dopo. Ha tuttavia ottenuto discreti risultati nelle categorie Independent, Alternative e Rock di Billboard, risultando a fine anno il 20º album più venduto nella Independent. A settembre 2008, l'album ha venduto oltre 100 000 copie.
Nonostante il non eccezionale successo dell'album, Fall for You, il primo singolo estratto, ha riscosso invece un discreto successo a livello internazionale, ricevendo il doppio disco di platino negli Stati Uniti d'America per aver venduto oltre 2 milioni di copie e riuscendo ad entrare nelle classifiche dei singoli più venduti in Australia e in Canada (rispettivamente 19º e 36º posto).

## Tracce
Testi e musiche di John Vesely, eccetto dove indicato.
1. Like a Knife – 4:28
2. Fall for You – 3:05
3. Maybe – 3:32
4. Stranger – 4:48
5. Your Call – 3:50
6. Suppose – 3:48
7. Why – 4:09
8. A Twist in My Story – 4:15
9. Stay Close, Don't Go – 3:36
10. Pretend – 3:32
11. Goodbye – 5:26

Tracce bonus nell'edizione iTunes
1. Tested & True – 3:10
2. The Making of A Twist in My Story (Video) – 4:56
3. Last Time – 4:43

Tracce bonus nell'edizione giapponese
1. Fall for You (Acoustic) – 3:09
2. Like a Knife (Acoustic) – 4:26
3. Last Time – 4:43
4. Fix You – 5:00 (Coldplay) – originariamente interpretata dai Coldplay
5. Only Hope (Demo) – 3:33

Tracce bonus nell'edizione deluxe
1. Your Call (Radio Edit) – 3:55
2. Fall for You (Acoustic) – 3:09
3. Like a Knife (Acoustic) – 4:26
4. Last Time – 4:43
5. Fix You – 5:00 (Coldplay) – originariamente interpretata dai Coldplay

DVD bonus nell'edizione deluxe
1. Secondhand Serenade - A Firsthand Look
2. "Vulnerable" Video
3. "Fall for You" Video
4. The Making of the "Fall for You" Video
5. "Your Call" Video
6. The Making of the "Your Call" Video

## Formazione
Secondhand Serenade
- John Vesely – voce, chitarra acustica, chitarra elettrica, basso, piano, tastiera, programmazione, arrangiamenti orchestrali

Altri musicisti
- Danny Lohner – chitarra elettrica, programmazione
- Butch Walker – chitarra elettrica, basso, tastiera, percussioni
- Lukas Vesely – basso
- Tom Breyfogle – percussioni, programmazione
- Geno Lenardo – chitarra acustica e arrangiamenti orchestrali in A Twist in My Story
- Branden Steineckert – batteria in Like a Knife, Suppose e Goodbye
- Darren Dodd – batteria in Your Call
- Matthew Compton – batteria in Stranger
- Ken Mirrione – batteria in Maybe e Stay Close, Don't Go
- Juliette Beavan – cori in Your Call
- Joe Grah – cori in Your Call
- Chelsea Marshall – cori in Your Call
- Roberta Freeman – cori in Your Call
- Rob Mathes – direzione orchestra
- Warren Zielinski – violino
- Perry Montague-Mason – violino
- Anthony Pleeth – violoncello
- Peter Lale – viola
- Lucy Walsh – voce secondaria in Fall for You (Acoustic)
- Juliet Simms – voce secondaria in Fix You

Produzione
- John Vesely – produzione, compositore
- Danny Lohner – produzione, ingegneria acustica
- Butch Walker – produzione
- Robert Schroeder – coproduzione
- Tom Breyfogle – ingegneria acustica
- Peter Cobbin – ingegneria acustica
- Scott Riebling – ingegneria acustica
- Billy Howerdel – ingegneria acustica
- Joe Zook – ingegneria acustica
- Vlado Meller – mastering
- Mike Joyce – direzione artistica
- Kamil Vojnar – copertina

## Classifiche
| Classifica (2008)         | Posizione massima |
| ------------------------- | ----------------- |
| Stati Uniti               | 44                |
| Stati Uniti (alternative) | 9                 |
| Stati Uniti (digital)     | 44                |
| Stati Uniti (independent) | 6                 |
| Stati Uniti (rock)        | 11                |